# HammerFall
HammerFall er et svensk power metal-band, stiftet i 1993 af Oscar Dronjak, sammen med Jesper Strömblad.

## Historie

### Begyndelsen (1993-1996)
HammerFall blev stiftet i 1993, da guitaristen Oscar Dronjak forlod Ceremonial Oath og inviterede Jesper Strömblad (In Flames, eks-Ceremonial Oath) til at slutte sig til ham i et nyt musikprojekt, som han havde tænkt over et stykke tid. Dronjak havde allerede komponeret sangen "Steel Meets Steel", som senere blev udgivet på deres debutalbum. Efterfølgende sluttede guitaristen Niklas Sundin, bassisten Johann Larsson og vokalisten Mikael Stanne sig til dem. Da Sundin og Larsson senere forlod HammerFall igen, kom Glenn Ljungström (eks-In Flames) og Fredrik Larsson (eks-Dispatched) til at afløse dem. 
På denne tid var både Dronjak og Strömblad med i andre bands: Dronjak var i det forholdsvis ukendte Crystal Age, og Strömblad var med i det meget indflydelsesrige melodisk dødsmetal-band In Flames. Derfor blev HammerFall rykket ned som et sideprojekt for dem begge to i flere år. Deres koncerter var begrænset hovedsageligt til en lokal musikkonkurrence ved navn Rockslaget. Bandet havde kun få selvskrevne sange, resten var mest covernumre af andre bands som Pretty Maids, Judas Priest og Alice Cooper.
I 1996 nåede HammerFall til semifinalerne ved Rockslaget. Da Mikael Stanne dog ikke havde mulighed for at optræde med bandet ved semifinalerne, begyndte de at lede efter afløser for ham. Gennem en fælles ven kom de i kontakt med Joacim Cans, som gerne ville være bandets vokalist for en aften. Koncerten blev en succes for bandet på trods af at dommerne ikke sendte dem videre til finalerne. Da dagen var omme var Cans dog allerede blevet et permanent medlem af HammerFall.

### Glory to the Brave(1996-1997)
For at få en bedre fremvisning af deres musik prøvede bandet at få en professionel pladekontrakt. De optog derfor en liveoptræden og sendte den til det hollandske pladeselskab Vic Records. HammerFall fik en aftale med pladeselskabet, og brugte hele resten af året til at skrive albummet Glory to the Brave. Albummet blev til at begynde med kun udgivet i Holland i 1997, men modtog positive anmeldelser. På albummets omslag dukkede deres maskot, ridderen Hector, også op for første gang. 
Da HammerFall begyndte at blive mere populært, blev det sværere for bandmedlemmerne at deltage i deres andre projekter. Strömblad og Ljungström var forpligtet til In Flames, og måtte derfor forlade HammerFall, og Larsson havde sine forpligtelser overfor Beyond. Derfor gennemgik HammerFall nogle ændringer i line-up: Stefan Elmgren overtog pladsen som lead guitarist og Patrik Räfling tog trommerne. Elmgren havde tidligere indspillet med bandet på deres debutalbum, men kun som et gæstemedlem. Larsson besluttede at blive i HammerFall indtil der var blevet fundet en afløser for ham. Det skete i 1998 da bassist Magnus Rosén erstattede ham. 
Tidligt i 1997 henvendte det tyske pladeselskab Nuclear Blast sig til HammerFall med en pladekontrakt, der omfattede fire albumudgivelser. Bandet accepterede, og optog derved også deres første to musikvideoer til numrene "HammerFall" og "Glory to the Brave". I hele Europa blev der udgivet en reklamesingle, "Glory to the Brave". Resultatet var uventet positivt, selv Nuclear Blasts intense markedsføringskampange taget i betragtning: Albummet nåede en 38. plads på de tyske musikhitlister den samme uge, som det blev udgivet – noget som aldrig før var blevet præsteret af et debutalbum fra et heavy metal-band.
Sammen med bands som Gamma Ray, Jag Panzer, Lake of Tears og Raven turnerede HammerFall flere gange gennem Europa. Koncerten ved Wacken Open Air var en optræden for over tusind mennesker.
I slutningen af 1997 var Glory to the Brave også blevet udgivet i Japan og USA og havde i alt solgt over hundrede tusind eksemplarer. HammerFall var også nomineret til en svensk Grammy i kategorien Best Hard Rock act.

### Legacy of Kings(1998-1999)
I februar 1998 begyndte bandet indspilningerne til deres andet album, Legacy of Kings. Albummet blev endnu engang skrevet af Cans, Dronjak og Strömblad. Strömblad havde egentlig forladt bandet, men deltog stadig i processen med den hensigt at holde albummet i samme generelle stemning som det forrige album. Legacy of Kings blev produceret af Fredrik Nordström og Dronjak med hjælp fra Cans. Bandet brugte i alt halvanden måned på at indspille det nye album.
HammerFall lavede nogle udtryksfulde koncerter inden udgivelsen af Legacy of Kings. De spillede på diverse festivaler sammen med bands som Alice Cooper, Rammstein, Deep Purple, Dream Theater, Saxon og Stratovarius.
Deres første verdensturné fandt sted i oktober 1998. Ved bandets optræden i deres hjemland Sverige fik Joacim Cans en slem halsbetændelse, som gjorde han ikke kunne synge. Kort tid efter blev Magnus Rosén smittet med samme sygdom og efter ham bredte den sig hurtigt til resten af medlemmerne. De spillede så længe det var muligt, men derefter blev de tvunget til at udskyde og annullere flere koncerter. Under HammerFalls turné i Sydamerika tog de en kort pause for at besøge Brasiliens strande, men det varede ikke længe før de genoptog turnéen. 
Tæt ved turnéens slutning forlod trommeslageren Patrik Räfling bandet og Anders Johansson, som var en ven af Magnus Rosén, afløste ham på resten af turen. I begyndelsen af 1999 blev Johansson gjort til et permanent medlem af bandet. Johansson havde tidligere arbejdet med guitaristen Yngwie J. Malmsteen på dennes Rising Force-album og et stort antal andre projekter. Hans bror er Jens Johansson fra bandet Stratovarius.

### Renegade(2000-2001)
Efter lang tid med mange koncerter vendte bandet tilbage til Sverige for at spendere noget tid med deres familier samt at begynde sangskrivningen til deres næste album. HammerFall sørgede for at albummet skulle indspilles af Michael Wagener, som før i tiden havde arbejdet med bands som Accept, Alice Cooper og Ozzy Osbourne. Indspilningen tog otte uger, og albummet blev navngivet Renegade. Skiftet fra produceren Fredrik Nordström til Wagener blev mødt meget skeptisk af medierne. Alligevel var kritikken efter udgivelsen meget positiv selvom bandets musikstil var en del anderledes denne gang. Der blev optaget en musikvideo til sangen "Renegade", som nåede toppen af fremvisninger i Sverige. Det samme skete med albummet, som fik tildelt guldstatus med over 40.000 solgte eksemplarer.
Bandets anden verdensturné begyndte i januar 2001. Scenerne på turnéen var lavet som en kopi fra albumcoveret. Det var sat op som et slot i ruiner hvor musikerne så trådte ind på scenen. I alt indeholdt turnéen over 16 koncerter.
Derefter udgav bandet deres dvd ved navn The Templar Renegade Crusades, som indeholdt videooptagelser fra indspilningerne, live-koncerter, bag scenen på turnéen og møde med fans.

### Crimson Thunderog pause (2003-2005)
HammerFall gik i gang med at indspille deres fjerde album, Crimson Thunder. Indspilningerne blev arrangeret så de fandt sted i begge JM-studier: Fra Charlie Bauerfeind i studiet Wisseloord i Holland og studiet Blind Guardian i Tyskland for bas-indspilningerne. 
Ved slutningen af indspilningerne i 2002 blev der afholdt en lytteprøve for pressen. Overalt var reaktionerne rimeligt positive, og albummet blev hovedsageligt opfattet som en forandring til det bedre fra Renegade. En single ved navn "Hearts on Fire" blev udgivet seks uger inden albummets udgivelse og forblev som nummer et på nogle hitlister i Europa. Sangen tiltrak også nye fans meget på grund af dens målrettede omkvædsmelodi og simple riffs kombineret med hurtige guitarsoli.
Optagelserne til musikvideoen til "Hearts on Fire" var planlagt til august samme år som dens udgivelse. Planerne måtte dog holdes tilbage en uges tid da Joacim Cans var ude for en ulykke. Da han var ude og drikke med sin kæreste i en rockklub i Göteborg blev han angrebet af en uidentificeret person, der slog ham med et ølglas i hovedet og hurtigt stak af. Cans' skade var så stor han måtte sendes på hospitalet og gennemgå en plastikoperation og hvile et par dage derefter. Da han blev udskrevet sluttede han sig til bandet for at indspille musikvideoen.
For at fremme deres albumudgivelse i Nordamerika turnerede bandet med Dio i november og december 2002. Derefter forsvandt bandets manager, som samtidig havde taget hele turnéens indtægt med sig. Turnéen var alligevel meget succesfuld og gik videre til Europa. Derefter blev der lavet en del ændringer på scenen, og mange af investeringerne gik til fyrværkeri og en mere fremtrædende placering af maskotten Hector. Dekorationen på albumomslaget til singlen "Hearts on Fire" blev gengivet og tilføjet til scenen. Turnéen gik til Japan og Sydamerika. HammerFall var derefter på festivaler i Tyskland, Spanien og Tjekkiet, hvor de spillede med bands som Iron Maiden, Slayer, Twisted Sister, U.D.O. og Stratovarius. 
HammerFalls turné fik dog en brat ende, da Oscar Dronjak brækkede sin venstre arm i en motorcykelulykke. Bandet havde ikke noget andet valg end at tage en pause. Elmgren gik derefter i gang med at få en pilotlicens, Rosén og Johansson fortsatte med at arbejde på deres sideprojekter, og Cans begyndte at arbejde på sit soloprojekt og fik sit første barn. Dronjak fortsatte sin genoptræning. Sammen med en gruppe specialister var det muligt for hans arm at hele fuldstændigt. Han sluttede sig derefter til Johansson, Cans og Elmgren igen, da de skulle spille med bands som Helloween, Gamma Ray og Pretty Maids for at fejre den tyske rockklub Rockfabriks 20-års fødselsdag.

### Chapter V: Unbent, Unbowed, Unbroken(2005-2006)
Livealbummet og dvd'en One Crimson Night blev udgivet i februar 2003. Derefter holdt bandet to års pause. I 2005 var HammerFall tilbage med deres nye album ved navn Chapter V: Unbent, Unbowed, Unbroken, som blev fulgt af en turné i Europa og Sydamerika.
16. oktober blev det rygtet at HammerFall sammen med bandet Europe ville stille op til det europæiske melodigrandprix. Rygtet blev dog afvist af Cans et par uger senere.

### Threshold(2006 – )
Albummet ved navn Threshold blev udgivet 20. oktober 2006 og strøg direkte ind på førstepladsen på de svenske hitlister.
I marts 2007 blev det skrevet på HammerFalls (og hans egen) hjemmeside at bassist Magnus Rosén ikke ville være en del af bandet mere. Grunden til hans afsked var at han ikke følte sig særlig glad ved bandet. Med hans egne ord fra hans egen hjemmeside forklarede Rosén at han var træt af det simple bas-spil som han skulle spille i HammerFall og at han ikke havde fået lov til at bruge hans eget materiale. Rosén ville derfor gå i gang med sin egen karriere. 10. april blev det bekendtgjort på den officielle HammerFall-hjemmeside at Rosén blev afløst af den oprindelige bassist Fredrik Larsson, som havde spillet bas på deres første album, Glory to the Brave.
Bandet har sagt at tre nye sange vil blive indspillet til deres opsamlingsalbum. Sangene er "Last Man Standing", "Restless Soul", og "HammerFall v1.07", som måske bliver en genindspilning af Glory to the Brave-nummeret "HammerFall". Det nye album har cirka 25 numre og er blevet navngivet Steel Meets Steel – Ten Years of Glory. Det blev udgivet 12. oktober 2007. 
HammerFall har netop udgivet "No Sacrifice, No Victory" og derved tager på tourné med Bullet og Sabaton som support.
Hvor de bl.a gæstede VEGA.

## Medlemmer
- Joacim Cans – Vokal (1996 – )
- Oscar Dronjak – Guitar og baggrundsvokal (1993 – )
- Fredrik Larsson – Bas, baggrundsvokal (1994-1997, 2007 – )
- Pontus Norgren – Guitar (2008 – )
- David Wallin – Trommer (2014 – )

### Tidligere medlemmer
- Anders Johansson – Trommer (1999 – 2014)
- Patrik Räfling – Trommer (1997-99)
- Jesper Strömblad – Trommer (1993-97)
- Stefan Elmgren – Guitar og baggrundsvokal (1997-2008)
- Glenn Ljungström – Guitar (1995-97)
- Niklas Sundin – Guitar (1993-95)
- Magnus Rosén – Bas (1997-2007)
- Johann Larsson – Bas (1993-94)
- Mikael Stanne – Vokal (1993-96)

## Diskografi

### Album
| Dato | Album                                  | Pladeselskab          |
| ---- | -------------------------------------- | --------------------- |
| 1997 | Glory to the Brave                     | Vic Records           |
| 1998 | Legacy of Kings                        | Nuclear Blast Records |
| 2000 | Renegade                               | Nuclear Blast Records |
| 2002 | Crimson Thunder                        | Nuclear Blast Records |
| 2003 | One Crimson Night (livealbum)          | Nuclear Blast Records |
| 2005 | Chapter V: Unbent, Unbowed, Unbroken   | Nuclear Blast Records |
| 2006 | Threshold                              | Nuclear Blast Records |
| 2007 | Steel Meets Steel - Ten Years of Glory | Nuclear Blast Records |
| 2009 | No Sacrifice, No Victory               | Nuclear Blast Records |
| 2011 | Infected                               | Nuclear Blast Records |
| 2014 | (r)Evolution                           | Nuclear Blast Records |
| 2016 | Built to Last                          | Napalm Records        |
| 2019 | Dominion                               | Napalm Records        |

### Singler
- Glory to the Brave (1997)
- Heeding the Call (1998)
- I Want Out (1999)
- Renegade (2000)
- Always Will Be (2001)
- Hearts on Fire (2002)
- Blood Bound (2005)
- The Fire Burns Forever (2006)
- Natural High (2006)
- Last Man Standing (2007)
- Any Means Necessary (2009)
- My Sharona (2010)
- One More Time (2011)
- B.Y.H (2011)
- Send Me a Sign (2011)
- Bushido (2014)
- Hector's Hymn (2014)

### DVD udgivelser
- The First Crusade (1999)
- The Templar Renegade Crusades (2002)
- Hearts on Fire (2002)
- One Crimson Night (2003)
- Rebels with a Cause: Unruly, Unrestrained, Uninhibited (2008)
- Gates of Dalhalla (2012)
- Live! Against the World (2020)